# Список протоколов маршрутизации в ad-hoc-сетях
Список протоколов маршрутизации в ad-hoc-сетях содержит информацию о протоколах маршрутизации в ad-hoc-сетях, которые классифицируются следующим образом: проактивные, реактивные и гибридные.

## Проактивные
- OLSR
- TBRPF
- DSDV

## Реактивные
- AODV (англ. Ad hoc On-Demand Distance Vector) — протокол динамической маршрутизации для мобильных ad-hoc-сетей (MANET) и других беспроводных сетей. Разработан совместно в исследовательском центре Nokia университета Калифорнии, Санта-Барбары и университете Цинциннати К. Перкинсом и С. Дасом[1]. AODV пригоден для маршрутизации как unicast-, так и multicast-пакетов. Является реактивным протоколом маршрутизации, то есть устанавливает маршрут до адресата по требованию в отличие от классических протоколов маршрутизации Интернета, являющихся превентивными, то есть находящих пути маршрутизации независимо от использования маршрутов. Как следует из названия, для вычисления маршрутов используется дистанционно-векторный алгоритм маршрутизации. В AODV с помощью применения порядковых номеров при обновлениях маршрута исключена возможность возникновения проблемы «счета до бесконечности», присущая другим протоколам, использующим этот алгоритм маршрутизации. Эта методика ранее реализована в протоколе DSDV.